# Эстутвиль, Гийом де
Гийом д’Эстутвиль (фр. Guillaume d’Estouteville; 1403, Нормандия, королевство Франция — 22 января 1483, Рим, Папская область) — французский куриальный кардинал. Епископ Анже с 30 марта 1439 по 27 октября 1447. Епископ Диня с 25 сентября 1439 по 11 сентября 1445. Епископ Сен-Жан-де-Морьена с 26 января 1453 по 22 января 1483. Архиепископ Руана с 20 апреля 1453 по 22 января 1483. Камерленго Священной Коллегии кардиналов с 1440 по 1441, с 1465 по 9 января 1466, с 15 мая 1472 по 1473 и с октября 1482 по 22 января 1483. Камерленго Святой Римской Церкви с 12 августа 1477 по 22 января 1483. Декан Священной Коллегии Кардиналов с ноября 1472 по 22 января 1483. Кардинал-священник с 18 декабря 1439, с титулом церкви Санти-Сильвестро-э-Мартино-ай-Монти с 8 января 1440 по 5 марта 1449. Кардинал-епископ Порто-э-Санта-Руфина с 1455 по 26 октября 1461. Кардинал-епископ Остии и Веллетри с 26 октября 1461.

## Ранние годы
Родился Гийом де Эстутвиль в 1403 году, в Нормандии, королевство Франция. Из древней и прославленной семьи, связанной родственными узами с королевской семьёй Франции. Сын Жана де Эстутвиля и Маргариты д’Аркур. Его называли кардиналом Анжерским, или Руанским, или Остийским, или де Эстутвиль. Его также указывают как Гульельмо Туттавилла.
Гийом д’Эстутвиль получил докторскую степень по каноническому праву в Парижском университете.
В 1428 году он получил звание каноника в церкви Эврё, архиепархия Руана, чтобы иметь возможность продолжить учёбу в университете в Париже. У него было два узаконенных сына: Агостино и Джироламо и три узаконенные дочери: Катерина, Маргарита и Джулия, от связи с римской дворянкой Джироламой Тости. 
В 1432 году он был назван каноником соборного капитула Лиона, а в следующем году архидиаконом соборного капитула Анжера. Апостольский протонотарий. Где, когда и кем был рукоположён в священники информация была не найдена.

## Епископ
27 февраля 1439 года Гийом д’Эстутвиль был избран епископом Анже, соборным капитулом, конфирмирован Папой 30 марта 1439 года. Король Франции Карл VII возражал против назначения в соответствии с Прагматической санкцией. Гийом д’Эстутвиль не овладел епархией и подал в отставку с поста 27 октября 1447 года. 
25 сентября 1439 года получил в комменду епархию Диня. Овладел епархией 8 ноября 1439 года. Ординация в епископа состоялась 10 января 1440 года, во Флоренции, вероятно, Папой Евгением IV. Занимал этот пост до 11 сентября 1445 года.

## Кардинал

### На служении в Римской курии
Возведён в кардинала-священника на консистории от 18 декабря 1439 года, получил титул церкви Санти-Сильвестро-э-Мартино-ай-Монти 8 января 1440 года. После своего возведения в кардиналы он провёл большую часть своей жизни в Риме, за исключением коротких поездок, особенно, сопровождая Пап, и двух легатств во Франции от имени Папы Николая V. 
Администратор епархии Кусерана в 1439 году. Администратор епархии Мирпуа с 18 апреля 1439 года по 17 мая 1441 год. Он был замечен в Римской курии 22 января 1440 года, 21 октября 1442 года, 21 февраля 1447 года, 19 июля 1453 года и 17 сентября 1453 года. Камерленго Священной Коллегии кардиналов с 1440 года по 1441 год. Администратор епархии Нима с 17 мая 1441 года по 7 января 1450 года. 
Архипресвитер патриаршей Либерийской базилики около 1443 года. Администратор епархии Безье с 10 июля 1444 года по 26 июля 1447 года. Аббат монастыря Мон-Сен-Мишель с 13 августа 1445 года. Приор бенедиктинского монастыря Сен-Мартен-де-Шамп в Париже. Он был одним из кардиналов, которому Папа Евгений IV, в 1445 году, поручил дело о канонизации Бернардино Сиенского, и снова, Папой Николаем V 17 июня 1447 года. 10 апреля 1446 года занесён в список братства Святого Духа. 
Участвовал в Конклаве 1447 года, который избрал Папу Николая V. Администратор епархии Лодева с 7 января 1450 года по 26 января 1453 года.  

### Миссия во Франции
27 августа 1451 года кардинал д’Эстутвиль был назначен папским легатом во Франции 27 августа 1451 года. Официальной целью было подписание окончательного мира между Францией и Англией, в действительности, Папа хотел добиться отмены Буржской Прагматической санкции 1438 года или, по крайней мере, улучшить её. Ему дали полномочия реформировать Парижский университет, очень чувствительный вопрос для короля, и начать процесс реабилитации Жанны д’Арк. Кардинал де Эстутвиль покинул свою дипломатическую миссию 16 сентября.  
В дополнение к официальной дипломатической миссии, кардинал д’Эстутвиль, который был очень близок к Франческо I Сфорца и Козимо Медичи, хотел продвинуть союз, который Милан и Флоренция собираются установить с королём Франции. После 14 декабря он прибыл в Лион, где после преодоления сопротивления французского короля, который не был удовлетворён этой миссией, он получил все почести королевского двора в Туре. Он вернулся в Рим 3 января 1453 года. 
Результаты его дипломатической миссии были неоднозначными. Что касается основных целей миссии, мира с Англией и отмены Прагматической санкции, миссия была полностью провалена. Реформа была проведена в Парижском университете с тщательной переработкой старых уставов, которые затем стали называться «Statuts de Estouteville» (1 июня 1452 года) и начался процесс реабилитации Жанны д’Арк, для которого легат включил в свою свиту двух знаменитых канонистов Теодоро де Летти и Паоло Понтано. Успешным было также его посредничество в союзе между Миланом, Флоренцией и Францией, которое было согласовано 21 февраля 1452 года, а также его вмешательство в установление мира между Францией и Савойей, которое было достигнуто в соответствии с Договором о наградах от 27 октября 1452 года.  
26 января 1453 года кардинал д’Эстутвиль был назначен епископом Сен-Жан-де-Морьена, администратор епархии, ad beneplacitum Sedis Apostolicam, с 20 апреля 1453 года, занимал этот пост до своей смерти. 20 апреля 1453 года назначен архиепископом Руана, занимал архиепархию до своей смерти.  
Назначен снова папским легатом во Франции, он покинул Рим 16 мая 1454 года. Его миссия состояла в том, чтобы побудить короля Франции Карла VII принять участие в крестовом походе, начатом Папой Николаем V, но его миссия не увенчалась успехом и он вернулся в Рим 12 сентября 1455 года. Затем он отправился в Руан, чтобы завладеть своей архиепархией.  

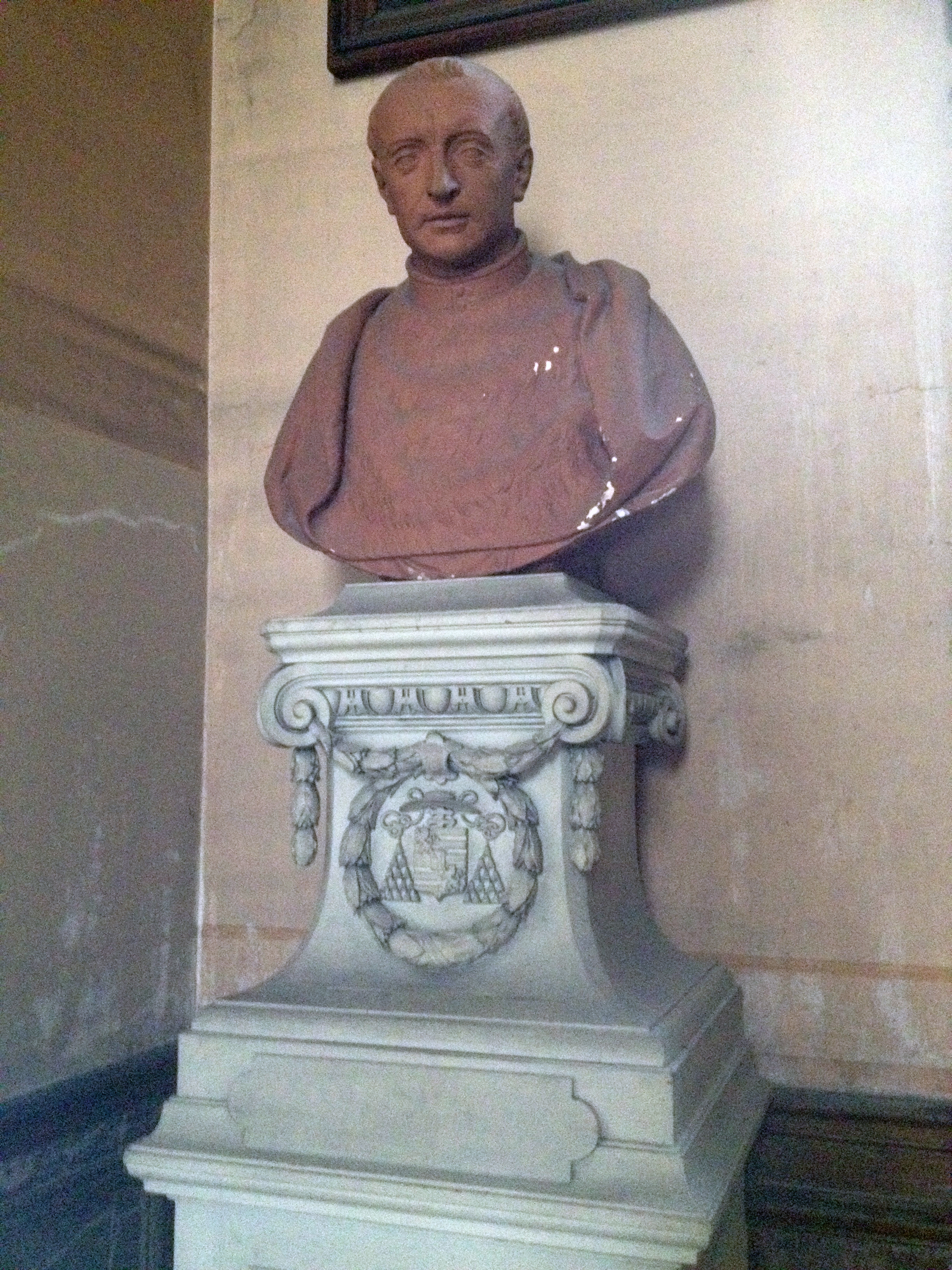
Бюст кардинала д’Эстутвиля

### Дальнейшее служение в Риме
Кардинал Гийом д’Эстутвиль был избран для сана кардиналов-епископов и субурбикарной епархии Порто и Санта Руфина в 1455 году, сохранив титулярную церковь Санти-Сильвестро-э-Мартино-ай-Монти, которую он оставил в 1459 году для титулярной церкви Санта-Пуденциана.  
Не участвовал в Конклаве 1455 года, который избрал Папу Каликста III. Он представил процесс реабилитации Жанны д’Арк, будущую святую. В декабре 1455 года он был назначен членом комиссии кардиналов, которым было поручено формирование папского флота против турок. Аббат-коммендатарий бенедиктинского монастыря Сен-Гильда-де-Буа, епархия Нант, с 1456 года по 1462 год. В июле 1458 года он был назначен членом комиссии по поддержанию порядка в Риме. 
Участвовал в Конклаве 1458 года, который избрал Папу Пия II. Он сопровождал нового Папу Пия II на Мантуанский конгресс 22 января 1459 года. Конгресс против турок был открыт 1 июня. Кардинал д’Эстутвиль отправился в Сиену 10 января 1460 года, вернулся в Рим после 6 октября.  
Член кардинальской комиссии за вынесение приговора во внутреннем споре во францисканском ордену между конвентуалами и обсервантами. 26 октября 1461 года кардинал де Эстутвиль был избран для субурбикарной епархии Остии и Веллетри, отправлен Папой в Остию в октябре того же года, чтобы принять королеву Кипра Шарлотту. Он был в Витербо в мае 1462 года. Аббат Сен-Уэн, в Руане, в 1462 году и Монтебурге в 1466 году. Он сопровождал Папу в Анкону в июле 1464 года, ему было поручено восстановление порядка среди папских войск. Вернулся в Рим после смерти папы Пия II. 
Участвовал в Конклаве 1464 года, который избрал Папу Павла II. В ноябре 1464 года назначен одним из трёх генеральных комиссаров Крестового похода, двумя другими были: кардиналы Виссарион и Хуан Карвахал. Назначен членом комиссии по делам Бехемии, составленной Папой в начале 1465 года. После разрешения давнего спора между народом Веллетри и семьёю Колонна за владение территорией Лариано, ему была дана инвеститура Папой Павлом II, с протекторатом надо городом Веллетри, где он мог одновременно осуществлять духовную и светскую деятельность. Камерленго Священной Коллегии кардиналов с 1465 года по 9 января 1466 года и с 15 мая 1472 года по 1473 год. Принял императора Фридриха III у входа в Рим 4 декабря 1468 года.

### Венец карьеры
Участвовал в Конклаве 1471 года, который избрал Папу Сикста IV. 25 августа 1471 года кардинал д’Эстутвиль рукополагал в епископа нового Папу. Приор-коммендатарий бенедиктинского монастыря Сен-Мартен-де-Шамп в Париже, в 1471 году. 12 октября 1472 года назначен папским легатом во Франции, отказался от назначения и был заменён епископом Витербо Франческо Мария Скеллони-Висконти, францисканцем.  
Декан Священной Коллегии кардиналов с ноября 1472 года. Сопровождал Папу в Фолиньо 10 июня 1476 года, покидая Рим из-за чумы. С 26 июля 1476 года аббат-коммендатарий цистерцианского монастыря Черрето, епархия Лоди. 
Камерленго Святой Римской Церкви с 12 августа 1477 года до своей смерти. В январе 1480 года ему было поручено Папой, надзор за работами Борго. Locum tenens камерленго Священной Коллегии кардиналов с октября 1482 года до своей смерти.  

## Богатый меценат
Кардинал Гийом д’Эстутвиль был самым богатым кардиналом своего времени. Он расширил архиепископский дворец Руана и начал восстановление Остии из руин с полезными сооружениями. Он отремонтировал крышу боковых нефов патриаршей Либерийской базилики и обогатил её произведениями Платины, Гаспаре да Вероны и Мино дель Рейма среди других. Украсил церковь Святого Людовика Французского в Риме и церковь Сант-Агостино, которую он перестроил с начала её основания в ноябре 1479 года, а также прилегающий к ней монастырь, также в Риме, работы знаменитого архитектора Джакомо да Пьетрасанта. В Остии он восстановил стены цитадели и епископского дворца стоимостью не менее 6000 золотых дукатов. В Веллетри он восстановил укрепления и построил дворец епископа. В то время как во Фраскати, помимо расширения здания Апостольской палаты, он построил подземный акведук, перевозивший воду из Гроттаферраты. 
Из-за его экстраординарного богатства кардинал д’Эстутвиль мог давать многочисленные кредиты на крупные суммы, в частности, Папам Павлу II и Сиксту IV. Последнему он одолжил 6000 золотых флоринов для подготовки флота против турок, за этот кредит он получил в качестве залога территорию Монтичелли, которой он также был назначен губернатором. Наиболее заметный заём был предоставлен Папе Сиксту IV в 1478 году, когда он хотел помочь голодающему населению Рима, Папа прибег к помощи кардинала д’Эстутвиля взяв кредит в 20 000 флоринов, гарантированный территориями Фраскати, Сориано, Галлес, Коркиано, Черветери, Вико, Касамала и Сассо.   

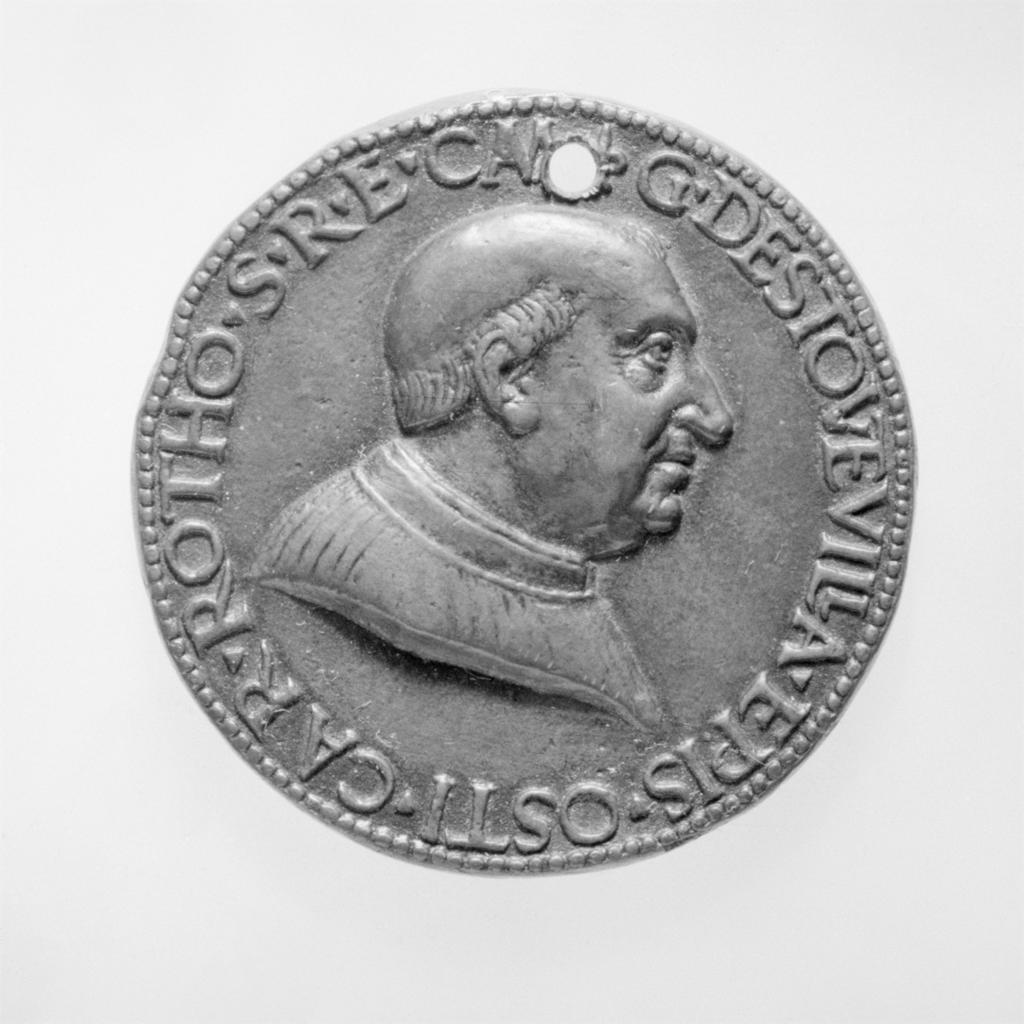
Медаль кардинала д’Эстутвиля

В 1479 году он был назван пожизненным викарием Сориано, Монтичелли и Фраскати. Это последнее место было продано Апостольской Палатой в 1482 году. Кардинал д’Эстутвиль был назван Columna et columen Sanctæ Romanæ Ecclesiæ (колонной и столбом Святой Римской Церкви). Он был великим благотворителем Ордена Святого Бенедикта и в течение тридцати семи лет он был протектором Ордена Святого Августина. 
Что касается культурных интересов, кардинал Эстутвиль был щедрым покровителем художников, наставников грамматики и музыки, а также учёных каноников и проповедников. Кардинал обладал большим опытом в каноническом праве, дисциплине, в которой он получил высшее образование с докторской степенью в Парижском университете и практиковался как нотариус и протонотарий в первые дни своей деятельности. 
Его юридическая подготовка является свидетельством инвентаря книг, которые он собрал. Его библиотека включала 249 работ в 269 томах, отражающих многие интересы, причём тексты гражданского и канонического права составляют подавляющее большинство. В его коллекции было мало печатных книг, несмотря на помощь, в том числе экономическую, которую он дал многим издателям, таким как Джованни Андреа Бусси, Джованни Де Филиппо Линьямине и Оливьеро Сервию, которые упоминали его в предисловии к печатной работе, опубликованной с участием кардинала и посвящённой ему.

## Кончина
Скончался кардинал Гийом де Эстутвиль 22 января 1483 года, в своём дворце рядом с церковью Сан-Аполлинаре, в Риме, через несколько дней после редактирования своей последней воли. Во время похорон произошли инциденты между канониками Санта-Мария-Маджоре и монахами Святого Августина, которые пытались разделить богатые трофеи кардинала. 
Он был похоронен с великой помпой в церкви Сант-Агостино, где августинец Сильвестро да Баньореджио, прокуратор Августинского ордена, произнёс погребальную речь. Сейчас неизвестно, где находится его гробница, его бюст с длинной надписью был установлен в XVII веке, возле двери сакристии этой церкви. Его сердце было похоронено в мраморном монументе в Руанском соборе по специальному разрешению Папы Сикста IV.